# 相模原市立田名北小学校
相模原市立田名北小学校（さがみはらしりつ たなきたしょうがっこう）は、神奈川県相模原市中央区田名にある公立小学校。

## 沿革
- 1978年（昭和53年）
  - 4月1日 - 田名小学校から分離し開校。
  - 4月5日 - 開校式挙行。この時点の児童数625名　学級数20 　職員数32名。
  - 4月6日 - 第1回入学式挙行。最初の新入生は146名。この新入生を含め、全校児童数771名でスタートを切った。
  - 4月11日 - 学校給食開始。
  - 4月15日 - この日（4月15日）を開校記念日として制定。
  - 4月19日 - 開校記念植樹。
  - 6月3日 - プール開き。
  - 6月7日 - 開校記念航空写真撮影。
  - 6月24日 - PTA設立総会開催。
  - 10月1日 - 校章制定。
  - 10月30日 - 校歌制定。
  - 11月25日 - 校旗制定。
  - 11月30日 - 校章・校歌・校旗制定記念式典挙行。
- 1979年（昭和54年）3月23日 - 第1回卒業証書授与式挙行。
- 1980年（昭和55年）9月10日 - 校地東南部の運動場敷地を拡張（341㎡）。
- 1981年（昭和56年）
  - 3月20日 - 南棟東側プレハブ校舎を2教室増築。
  - 12月22日 - 小動物飼育舎新設。
- 1982年（昭和57年）
  - 1月8日 - 防球ネット設置。
  - 3月6日 - スプリンクラー新設。
  - 4月1日 - 九沢小学校を分離し、本校から第2学年から第5学年児童94名分離。
- 1983年（昭和58年）11月29日 - 創立5周年記念挙行。
- 1984年（昭和59年）
  - 4月1日 - 新宿小学校を分離し、四谷地区の一部から通う児童38名分離。
  - 6月1日 - 中庭庭園整備。
- 1985年（昭和60年）10月31日 - プレハブ校舎撤去。
- 1987年（昭和62年）11月14日 - 創立10周年記念式典挙行し、祝賀会及び田名北祭開催。
- 1988年（昭和63年
  - 4月30日 - 南校舎各階トイレ改修。
  - 12月24日 - 野球用バックネット新設。
- 1989年（平成元年）9月30日 - 北校舎各階トイレ改修。
- 1990年（平成2年）
  - 4月1日 - 学童クラブ開設。
  - 8月30日 - 校舎外壁塗装工事
  - 12月25日 - パソコン教室完成。
- 1991年（平成3年）12月25日 - パソコン機器設置。
- 1992年（平成4年）3月1日 - PTA寄贈による造形砂場完成。
- 1993年（平成5年）4月10日 - 飼育小屋改修し、温室と小鳥小屋を新設。
- 1994年（平成6年）
  - 5月10日 - プールサイド・機械室と体育館トイレを改修。
  - 5月20日 - 南非常階段扉の設置。
  - 8月30日 - 体育館塗装工事。
- 1995年（平成7年）
  - 6月30日 - 職員玄関・下駄箱改修完了
  - 8月30日 - 職員室蛍光灯増設、職員室ブラインド設置、渡り廊下長尺シート張り実施。
- 1996年（平成8年
  - 6月1日 - プール内面塗装完了。
  - 11月30日 - 灯油庫新設。
  - 12月10日 - 防球ネット東側増設工事完了。
  - 12月20日 - 体育館内塗装工事完了。
- 1997年（平成9年）
  - 3月31日 - 給食室全面改修完了し、4階相談室完成
  - 8月30日 - 汚水浄化槽撤去し、本下水に接続。正面周り塗装改修。
  - 11月15日 - 創立20周年記念式典挙行し、ふれあい広場開催。
- 1999年（平成11年）
  - 9月6日 - 校庭拡張記念式典挙行。校庭1000坪・実のなる木25本植樹。
  - 9月19日 - 校庭拡張に伴う南門校名碑除幕式挙行。
- 2000年（平成12年）
  - 8月20日 - 南校舎前花壇兼栽培園完成。
  - 8月25日 - コンピュータの機器更新。
- 2001年（平成13年）
  - 2月17日 - 2000年度タイムカプセル埋設。
  - 3月15日 - 防災備蓄倉庫完成。
  - 6月7日 - 校庭に芝生植え付け。
- 2002年（平成14年）
  - 2月14日 - プラム植樹。
  - 6月28日 - 相模原市みちの協会の援助により、通学路に花壇を造った。
  - 11月2日 - 創立25周年記念植樹と学校目標掲額式開催。
- 2003年（平成15年）
  - 1月8日 - 新百葉箱の設置。
  - 3月8日 - 校庭全面芝生化工事着工。
  - 5月6日 - 学校芝生開放式挙行。
- 2004年（平成16年）2月25日 - 人権移動教室開催。
- 2005年（平成17年）
  - 6月16日 - 相模原市みちの協会の援助により、通学路に花壇を造った。
  - 7月21日 - この日から8月31日まで、1階昇降口耐震工事。
  - 7月26日 - この日と翌日の2日間、体育館ギャラリー工事。
  - 9月1日 - さがみ風っ子ISOチャレンジ校宣言。
  - 10月3日 - この日から11月30日まで、児童クラブ移転工事。
  - 11月24日 - 防犯カメラ設置。
  - 12月11日 - 児童クラブ移転。
- 2006年（平成18年）
  - 6月17日 - 田名北っ子発表会　第一回学校評議員会
  - 7月21日 - 空調設備整備と体育館天井塗装の両工事。
- 2007年（平成19年）
  - 6月23日 - 田名北30thアニバーサリーフェスティバル開催。
  - 8月1日 - この日から8月3日まで、1人1台コンピュータ環境設置完了（職員室）。11月10日 - 創立30周年記念式典挙行。
  - 12月3日 - 創立30周年記念事業実施（県警察隊・交通安全教室）
- 2008年（平成20年）
  - 6月14日 - 北っ子発表会開催。同日から8月31日まで、夏芝生種植え付けし、養生。
  - 7月23日 - この日から8月18日まで、パソコン室と図書室のコンピュータ機器更新。
  - 9月1日 - さがみ風っ子ISOチャレンジ校宣言更新。
- 2009年（平成21年）
  - 6月16日 - 市ポット芝実証実験開始。
  - 11月4日 - 相模原シティーライオンズクラブによる花壇寄贈完成式典挙行。
- 2011年（平成23年）
  - 5月2日 - 引き渡し訓練実施。
  - 6月15日 - 「芝生の会」発足。
  - 6月18日 - PTAクリーン作戦（芝生の苗植え）。
- 2012年（平成24年）
  - 2月15日 - さがみ風っ子ISO認定更新
  - 2月26日 - 職員更衣室シャワールーム設置。
  - 4月4日 - PTA費による自転車置き場完成。
- 2017年（平成29年）
  - 8月 - 校舎南棟改修実施。
  - 10月3日 - 40周年記念公演開催。
- 2018年（平成30年）8月 - 校舎B棟大規模改修工事、全教室エアコン設置。

## 通学区域
- 相模原市中央区[1]
  - 水郷田名1丁目（2番(35〜37号)）
  - 田名（1167〜2178番・2214番・2218〜2225番・2227〜2246番・2275〜2326番、2327番(1〜7号・9〜11号)・2328番・2330番・2430番1号・2464〜2469番・2474〜2493番・2494番1号・2976〜3495番・3534〜3564番・3589〜3985番・4021〜4047番・4104番(5号・10号)・4119〜4123番・4124番(1号・4号)・4125番6号・4126番(枝番の無いもの・5号)・4127番5号・4128番(1号・7号)・4129番・4130番・4132〜4136番・4137番2号・4152番2号・4153番・4154番・4155番2号・4436番2号・4437番1号・4438〜4678号・4679番(1号・6号・10号)・4680〜4687番・4689〜4790番・4870番2号・4871番）
- 相模原市緑区
  - 田名（2211〜2213番・2226番・2327番(8番・12号)・2329番・2331〜2337番・2339番・2340番・2342番3号・2344番2号・2392番・2393番(5〜7号)・2394番・2397〜2418番・2426番2号・2427番2号・2428番2号・2429番2号・2430番(3〜5号)）

## 進学先中学校
- 相模原市中央区[2]
  - 相模原市立田名中学校

## 周辺
- 県営田名堀之内団地 - 相模原市道をはさんで、一部敷地が隣接。
- 神奈川県道63号相模原大磯線
- ドラッグセイムス田名店

## 交通アクセス
- 橋本駅（JR横浜線・相模線/京王相模原線）から神奈川中央交通バスに乗車、橋59系統で「上四ツ谷」バス停より徒歩1分。
- 淵野辺駅（JR横浜線）・相模原駅（JR横浜線）・上溝駅（JR相模線）から神奈川中央交通バスに乗車、「四ツ谷」バス停より徒歩6分。